# Conca d'Oro

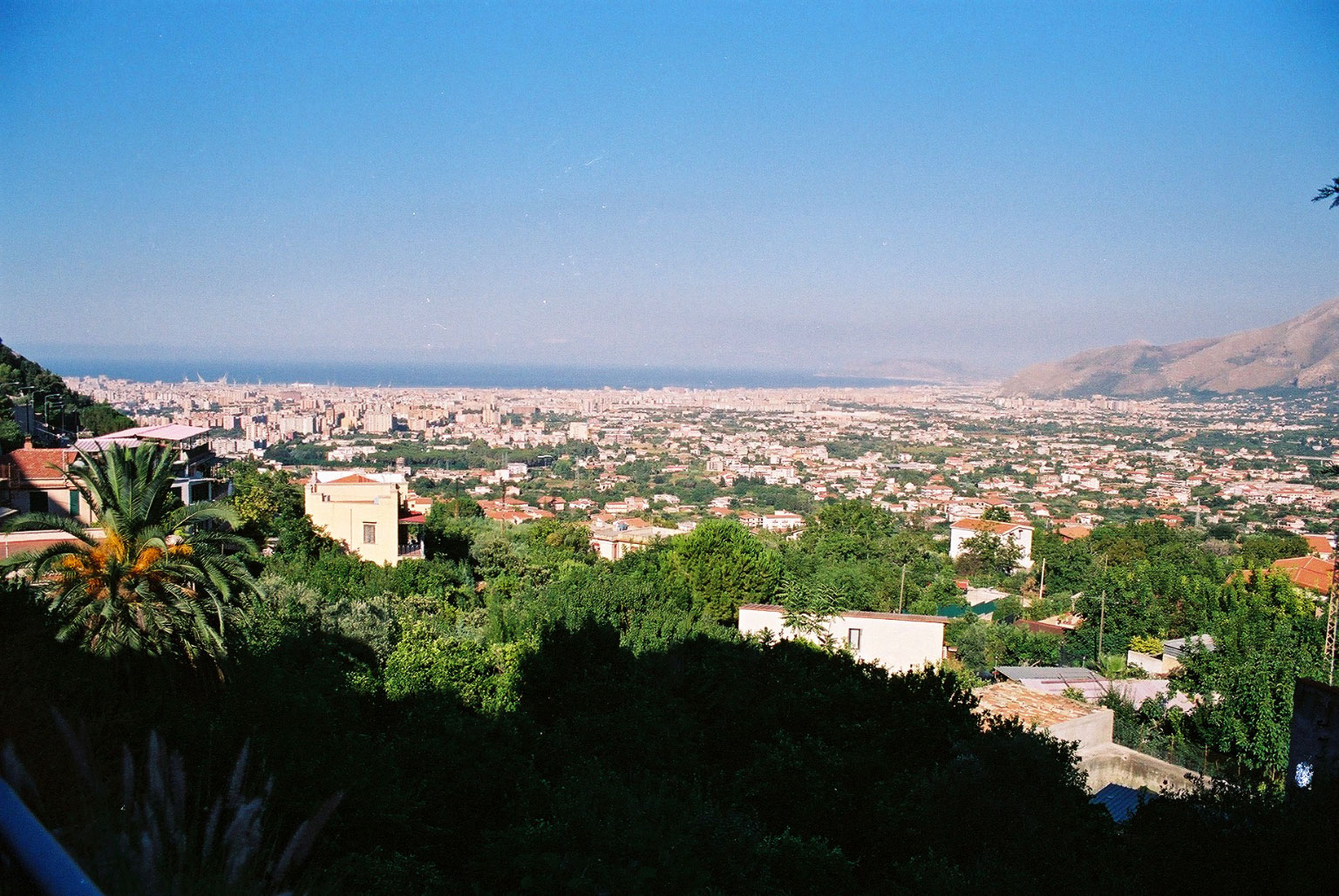
Panorama attuale della Conca d'Oro.

La Conca d'Oro es la llanura que rodea Palermo y los centros habitados de su hinterland, en Sicilia.
Está comprendida entre los montes de Palermo y el Mar Tirreno sobre el cual se alza la ciudad de Palermo. En la ribera del mar y aislado de los otros montes sobresale la mole del Monte Pellegrino, con una altitud de 660 m s. n. m. Se extiende por cerca de cinco kilómetros cuadrados, desde Bagheria al este hasta Sferracavallo al oeste, y estuvo en un tiempo enteramente cultivada con cítricos, del que toma el nombre.
El territorio originario ha sufrido en los últimos decenios transformaciones profundas, por una expansión urbanística descontrolada, pasada a la historia como el "saqueo de Palermo". Un área de la llanura donde aún está vivo el cultivo de la mandarina tardía de Ciaculli es la de las fracciones de Croceverde y Ciaculli. 